# Fechtweltmeisterschaften 2007

Logo

Die Fechtweltmeisterschaft 2007 fand vom 28. September bis zum 7. Oktober 2007 in der russischen Stadt St. Petersburg statt. Der Weltkongress des Internationalen Fechtverbandes vergab die Veranstaltung während seiner Sitzung am 12. November 2005 in Doha. Die Kandidatur aus St. Petersburg setzte sich mit 52:40 Stimmen gegen die der bulgarischen Stadt Plowdiw durch.
Russland war damit zum zweiten Mal Gastgeber der Fechtweltmeisterschaften. Davor war lediglich Moskau 1966 Schauplatz der Veranstaltung.

## Herren

### Florett, Einzel
| Platz | Land | Sportler           |
| ----- | ---- | ------------------ |
| 1     | GER  | Peter Joppich      |
| 2     | ITA  | Andrea Baldini     |
| 3     | GER  | Benjamin Kleibrink |
|       | CHN  | Lei Sheng          |

Sonntag, 30. September 2007

### Florett, Mannschaft
| Platz | Land        | Sportler                                                               |
| ----- | ----------- | ---------------------------------------------------------------------- |
| 1     | Frankreich  | Nicolas Beaudan, Brice Guyart, Erwann Le Péchoux, Marcel Marcilloux    |
| 2     | Deutschland | Benjamin Kleibrink, Peter Joppich, Dominik Behr, Christian Schlechtweg |
| 3     | Südkorea    | Choi Byung-chul, Jung Chang-yong, Park Hee-kyung, Son Young-ki         |

Freitag, 5. Oktober 2007

### Degen, Einzel
| Platz | Land | Sportler           |
| ----- | ---- | ------------------ |
| 1     | HUN  | Krisztián Kulcsár  |
| 2     | FRA  | Éric Boisse        |
| 3     | ITA  | Diego Confalonieri |
|       | FRA  | Jérôme Jeannet     |

Donnerstag, 4. Oktober 2007

### Degen, Mannschaft
| Platz | Land       | Sportler                                                             |
| ----- | ---------- | -------------------------------------------------------------------- |
| 1     | Frankreich | Éric Boisse, Fabrice Jeannet, Jérôme Jeannet, Ulrich Robeiri         |
| 2     | Italien    | Stefano Carozzo, Diego Confalonieri, Alfredo Rota, Matteo Tagliariol |
| 3     | Ungarn     | Gábor Boczkó, Géza Imre, Iván Kovács, Krisztián Kulcsár              |

Sonntag, 7. Oktober 2007

### Säbel, Einzel
| Platz | Land | Sportler             |
| ----- | ---- | -------------------- |
| 1     | RUS  | Stanislaw Posdnjakow |
| 2     | ITA  | Aldo Montano         |
| 3     | GER  | Nicolas Limbach      |
|       | KOR  | Oh Eun-seok          |

Mittwoch, 3. Oktober 2007

### Säbel, Mannschaft
| Platz | Land       | Sportler                                                         |
| ----- | ---------- | ---------------------------------------------------------------- |
| 1     | Ungarn     | Tamás Decsi, Balázs Lontay Zsolt Nemcsik, Áron Szilágyi          |
| 2     | Frankreich | Vincent Anstett, Nicolas Lopez Julien Pillet, Boris Sanson       |
| 3     | Italien    | Aldo Montano, Diego Occhiuzzi Giampiero Pastore, Luigi Tarantino |

Samstag, 6. Oktober 2007

## Damen

### Florett, Einzel
| Platz | Land | Sportlerin           |
| ----- | ---- | -------------------- |
| 1     | ITA  | Valentina Vezzali    |
| 2     | ITA  | Margherita Granbassi |
| 3     | HUN  | Aida Mohamed         |
|       | ITA  | Giovanna Trillini    |

### Florett, Mannschaft
| Platz | Land     | Sportlerinnen                                                                     |
| ----- | -------- | --------------------------------------------------------------------------------- |
| 1     | Polen    | Sylwia Gruchała, Katarzyna Kryczało Magdalena Mroczkiewicz, Małgorzata Wojtkowiak |
| 2     | Russland | Julija Chakimowa, Jewgenija Lamonowa, Jana Rusawina, Aida Schanajewa              |
| 3     | Japan    | Kanae Ikehata, Maki Kawanishi, Yoko Makishita, Chieko Sugawara                    |

Sonntag, 7. Oktober 2007

### Degen, Einzel
| Platz | Land | Sportlerin       |
| ----- | ---- | ---------------- |
| 1     | GER  | Britta Heidemann |
| 2     | CHN  | Li Na            |
| 3     | FRA  | Maureen Nisima   |
|       | EST  | Irina Embrich    |

Montag, 1. Oktober 2007

### Degen, Mannschaft
| Platz | Land        | Sportlerinnen                                                                |
| ----- | ----------- | ---------------------------------------------------------------------------- |
| 1     | Frankreich  | Audrey Descouts, Laura Flessel-Colovic Hajnalka Király-Picot, Maureen Nisima |
| 2     | Russland    | Tatjana Logunowa, Ljubow Schutowa Anna Siwkowa, Jewgenija Stroganowa         |
| 3     | Deutschland | Claudia Bokel, Imke Duplitzer Britta Heidemann, Marijana Marković            |

Samstag, 6. Oktober 2007

### Säbel, Einzel
| Platz | Land | Sportlerin         |
| ----- | ---- | ------------------ |
| 1     | RUS  | Jelena Netschajewa |
| 2     | CHN  | Tan Xue            |
| 3     | POL  | Bogna Jóźwiak      |
|       | ITA  | Gioia Marzocca     |

Samstag, 29. September

### Säbel, Mannschaft
| Platz | Land       | Sportlerinnen                                                                  |
| ----- | ---------- | ------------------------------------------------------------------------------ |
| 1     | Frankreich | Cécile Argiolas, Léonore Perrus, Anne-Lise Touya, Carole Vergne                |
| 2     | Ukraine    | Olha Charlan, Olena Chomrowa, Nina Koslowa, Halyna Pundyk                      |
| 3     | Russland   | Jekaterina Fedorkina, Swetlana Kormilizyna, Jelena Netschajewa, Sofja Welikaja |

Freitag, 5. Oktober 2007

## Medaillenspiegel
| Platz | Land                | Gold | Silber | Bronze | Gesamt |
| ----- | ------------------- | ---- | ------ | ------ | ------ |
| 1     | Frankreich          | 4    | 2      | 2      | 8      |
| 2     | Russland            | 2    | 2      | 1      | 5      |
| 3     | Deutschland         | 2    | 1      | 3      | 6      |
| 4     | Ungarn              | 2    | –      | 2      | 4      |
| 5     | Italien             | 1    | 4      | 4      | 9      |
| 6     | Polen               | 1    | –      | 1      | 2      |
| 7     | Volksrepublik China | –    | 2      | 1      | 3      |
| 8     | Ukraine             | –    | 1      | –      | 1      |
| 9     | Südkorea            | –    | –      | 2      | 2      |
| 10    | Estland             | –    | –      | 1      | 1      |
|       | Japan               | –    | –      | 1      | 1      |

Endstand nach 12 Entscheidungen.
In den 6 Einzelwettbewerben wurden jeweils zwei Bronzemedaillen vergeben.